# 羅奇 (1904年)
罗奇（1904年8月8日—1975年11月18日），字振西，广西容县人，中华民国国军将领。

## 生平
罗奇的祖父是清朝武秀才，父亲毕业于北洋军医学校，罗奇是家中长子。罗奇六岁入乡塾就读，1920年从容县中学毕业，随后进入广州工程学校学习。1922年，入广州法政大学法科学习。1924年4月，他考入黄埔军校第一期，编入学生第一队。9月，随学生第一队担负孙中山的警卫工作。11月，罗奇从黄埔军校毕业后，历任黄埔军校教导团见习官、学兵连排长、入伍学生队区队长、第2师第6团参谋、第27师第3团营长，参加国民革命军东征、平定刘震寰杨希闵兵变。1926年，他参加北伐战争。
1929年，罗奇任独立第15旅第1团团长，后该旅改称独立第33旅，升任副旅长。1931年，调任第2师第6旅旅长。1933年，罗奇率部在师长黄杰的指挥下参加长城抗战，所部在古北口一线与日军激战。战后，军政部部长何应钦亲自为罗奇、郑洞国两位旅长举办了婚礼，罗奇同伍延飏之女、上海法学院毕业生伍宣武结婚。1934年，他进入庐山军官训练团第三期、中央陆军军官学校高等教育班第三期受训。1936年，入陆军大学将官班第一期深造。1937年5月14日，铨叙陆军少将。
1937年全面抗战爆发时，罗奇升任陆军第95师师长。该师源自宁马35师和河南省保安部队，罗奇上任后对部队进行整训，经过一段时间的整顿，95师战斗力得到了极大的提升，被誉为“赵子龙师”。1937年10月，该师由国民政府军事委员会直辖。罗奇率部驻防郑州，负责郑州与开封间的黄河防务。随后率部北渡黄河，进驻新乡、博爱地区，阻滞日军西进。1938年2月，罗奇回师南进，后参加徐州会战。7月，参加武汉会战。1939年1月，95师改隶37军指挥。9月，参加第一次长沙会战。12月，参加冬季攻势。1940年10月，升任第37军副军长，仍兼任95师师长。1941年，他参加了第二次、第三次长沙会战。1942年3月，不再兼任师长职务。1943年，升任第37军中将军长，同年入中央训练团第二十七期受训。1944年5月起，先后参加长衡会战、湘粤赣战役。1945年6月，因在赣西对日军追击作战中指挥不力，罗奇被免职，37军番号被取消。其后，担任陆军第二集训处副处长、陆军总部特科参谋等职。
日本投降后，罗奇任军事委员会高参，后出任军政部第十军官总队总队长，负责安置广西地区国军编余军官。1947年，出任国防部战地视察组第四组组长，负责督导华北、东北地区国军同解放军作战。罗奇作为视察组组长权力很大，常颐指气使，因此被人称作“罗千岁”。1948年9月22日，铨叙中将军衔。此时辽沈战役已经爆发，锦州被东北野战军主力包围。为增援锦州部队，蒋介石决定组织东进兵团，由葫芦岛进攻打通锦州道路。罗奇也随同蒋介石亲临葫芦岛，出任战地督查组组长。10月10日，独立第95师到达葫芦岛。罗奇自告奋勇，决定亲自指挥95师进攻塔山，他并否决了54军军长阙汉骞提出的迂回进攻的方案，坚持从正面推进拿下塔山。10月13日、14日，罗奇指挥95师对塔山解放军阵地发动多轮进攻，并组织了敢死队。但是这几轮进攻，最终都被东北野战军第四纵队击退。10月16日罗奇向蒋介石报告95师仅剩下三个营。塔山战后，罗奇调任北平警备总司令部副总司令。1949年2月，任京沪杭警备副总司令。9月，任陆军副总司令，后到台湾。
罗奇到台湾后长期担任陆军副总司令，并授予陆军二级上将军衔。1965年10月，改任国防会议副秘书长。1966年11月16日，兼任军工协力经济建设执行部主委。1967年，任国家安全会议战地政务委员会副主任委员。他是中国国民党第七至十届中央评议委员。1975年11月18日，因支气管炎并发症在台北病逝。